# Hussvamp-familien
Hussvamp-familien (Serpulaceae) er en Svampe-familie i Rørhat-ordenen. Svampene i denne familie afskiller sig fra andre rørhatte ved at deres frugtlegemer ikke er regulære paddehatte som man ellers ville forvente af rørhatte.
| Svampe | Spire Denne artikel om svampe er en spire som bør udbygges. Du er velkommen til at hjælpe Wikipedia ved at udvide den. |